# Avello (fiume)
L'Avello è un fiume che bagna il comune di Pennapiedimonte. Lungo 19 km, la sua sorgente è sita nella Maiella sul monte Cavallo, a 2178 m s.l.m.. Si articola in due rami che attraversano la Valle delle Tre Grotte e l'altro la Valle di Selvaromana. Il fiume va poi a confluire come affluente nel fiume Aventino, a Casoli.